# Trường Trung học phổ thông chuyên Nguyễn Tất Thành, Lào Cai
Trường Trung học phổ thông Chuyên Nguyễn Tất Thành là một trường trung học phổ thông công lập của tỉnh Lào Cai. Trường được thành lập năm 1989.

## Ban giám hiệu
1. Hiệu trưởng: Nguyễn Thị Hoa Lan
 - Ngày sinh: 1975
- Trình độ chuyên môn: Thạc sĩ Sinh học
2. Phó hiệu trưởng: Trần Việt Khoa
- Ngày sinh: 1975
- Trình độ chuyên môn: Cử nhân Vật lý, thạc sĩ Quản lý.
3. Phó hiệu trưởng: Bùi Thị Hồng Minh
- Ngày sinh: 1979
- Trình độ chuyên môn: Tiến sĩ Tiếng anh

## Quá trình thành lập và phát triển
Trường được thành lập theo quyết định số 89/QĐ-UB ngày 10 tháng 10 năm 1989 của Chủ tịch UBND tỉnh Hoàng Liên Sơn với tên gọi "Trường phổ thông trung học Hoàng Liên Sơn"
- Đến ngày 05 tháng 02 năm 2001 được đổi tên thành "Trường Trung học phổ thông chuyên Nguyễn Tất Thành" theo quyết định số 71/QĐ-UB của Chủ tịch UBND tỉnh Yên Bái.
- Từ ngày đầu thành lập có 4 lớp với 111 học sinh và 10 cán bộ giáo viên. Do cố thầy giáo Đoàn Xuân Cánh làm hiệu trưởng. Đến nay năm học 2020-2021 nhà trường đã có 26 lớp chuyên và hơn 80 cán bộ, giáo viên, nhân viên. Hiện nay nhà trường có 10 môn chuyên là Toán, Lý, Hoá, Sinh, Toán, Tin, Văn, Anh, Sử, Địa và Trung.

## Cơ sở vật chất
- Diện tích 2 960 m2
- Có 18 phòng học kiên cố được trang bị đầy đủ thiết bị công nghệ thông tin (máy tính, máy chiếu,...).
- 02 phòng máy vi tính với 52 máy
- 03 phòng thực hành thí nghiệm đó là phòng Vật lý, phòng Hoá và phòng Sinh.
- 01 phòng thư viện
- Ngoài ra có đầy đủ các phòng làm việc của bộ phận quản lý, hành chính, phòng họp, phòng chờ cho giáo viên...

## Thành tích đạt được
- Được tặng Bằng khen của Chính phủ về thành tích thi đua "Hai tốt" từ năm 1990 đến 2005.

- Nhà giáo ưu tú: 03

- Chiến sĩ thi đua và giáo viên giỏi cấp tỉnh: 24 người (đến 2005) 

- Có 259 học sinh đạt giải học sinh giỏi quốc gia (đến 2005).

- Tỉ lệ học sinh đỗ Đại học cao (từ 90 đến 100%).

- Trường đạt danh hiệu trường chuẩn quốc gia năm 2009

## Triển vọng
1. Phương hướng phát triển đến năm 2012: Ổn định và duy trì 5 môn chuyên là: Toán, Lý, Hoá, Văn, Anh,phát triển có thêm môn chuyên Sinh.
2. Quy mô lớp, học sinh của nhà trường đến năm 2012 có 21 lớp với 650 học sinh.
3. Nhà trường phấn đấu để thường xuyên đạt danh hiệu trường tiên tiến xuất sắc cấp tỉnh và phấn đấu được Chính phủ tặng Huân chương lao động hạng ba.
4. Năm 2012: chuyển sang địa điểm mới, với quy mô lơn hơn, khang trang và hiện đại hơn.
Nguồn: http://chuyenyenbai.org/ Lưu trữ ngày 31 tháng 1 năm 2010 tại Wayback Machine

## Học sinh tiêu biểu
- Nguyễn Việt Hằng, Giải ba môn Toán trong kỳ thi chọn học sinh giỏi quốc gia 2001, giải nhất tháng Đường lên đỉnh Olympia năm thứ 1. Hiện đang giảng dạy ở Thụy Sĩ.
- Trịnh Hà Thu, Giải nhất môn Ngữ văn trong kì thi chọn học sinh giỏi quốc gia năm 2004.
- Trần Mạnh Cường, Giải nhất môn Toán trong kì thi chọn học sinh giỏi kì thi chọn học sinh giỏi quốc gia năm quốc gia năm 2005.
- Trần Quang Huy, Giải nhì môn Vật lý trong kì thi chọn học sinh giỏi quốc gia năm 2015, Giải khuyến khích Olympic Vật lý Châu Á - Thái Bình Dương 2015.
- Nguyễn Đình Hoàng, Giải nhất môn Hóa học trong kì thi chọn học sinh giỏi quốc gia năm 2018 và 2019; Huy chương Bạc môn Hóa học trong kì thi International Chemistry Olympiad - IChO năm 2019.